# 1581년
1581년은 율리우스력에서 일요일로 시작하는 평년이다.

## 연호
- 명(明) 만력(萬曆) 9년
- 일본(日本) 덴쇼(天正) 9년
- 후 레 왕조(後黎朝) 꽝흥(光興) 4년
- 막 왕조(莫朝) 지엔타인(延成) 4년

## 기년
- 류큐(琉球) 쇼에이왕(尚永王) 9년
- 명(明) 신종 만력제(神宗 萬曆帝) 9년
- 조선(朝鮮) 선조(宣祖) 14년
- 후 레 왕조(後黎朝) 세종(世宗) 9년
- 막 왕조(莫朝) 막머우헙(莫茂洽) 17년